# 瓦爾亮珊瑚
瓦爾亮珊瑚（學名:Laeta waheedae）是亮珊瑚屬的單型物種。

## 命名與發現
是在馬來西亞發現此物種。Laeta在拉丁語有陽光、雀躍之意，而種小名是感謝Dr. Zarinah Waheed的協助。

## 資料來源
1. ↑  Lau, Yee Wah; Reimer, James D. . ZooKeys. 2019-08-26, 872. ISSN 1313-2970. doi:10.3897/zookeys.872.36288.
2. ↑  . www.marinespecies.org.   [2023-09-30]. （原始内容存档于2021-08-29）.